# Fédération de Slovaquie de hockey sur glace
La Fédération slovaque de hockey sur glace est l'organisme officiel chargé de gérer le hockey sur glace en Slovaquie. Son nom en slovaque est : Slovenský zväz ľadového hokeja (SZĽH)